# Inspecteur Lestrade
Inspecteur Lestrade (uitspraak "leh-STRADE") is een personage uit de Sherlock Holmes-verhalen geschreven door Arthur Conan Doyle. Hij is een detective voor Scotland Yard. Doyle baseerde het personage op een kennis van de University of Edinburgh.
Lestrades voornaam is niet bekend, in het verhaal The Adventure of the Cardboard Box wordt onthuld dat zijn voornaam begint met een G. Zijn uiterlijk wordt omschreven als “klein van stuk, met een ratachtig gezicht en donkere ogen”.

## Profiel
In de Londense media wordt Lestrade vaak aangeduid als een van de beste detectives van Scotland Yard.  Holmes heeft Lestrade net als veel andere detectives niet echt hoog in aanzien staan, daar hij vrijwel geen talent heeft voor het oplossen van misdaden en vaak de sporen al heeft vertrapt voordat Holmes onderzoek kan doen. Hij doet alles volgens het boekje, en mist daardoor veel aanwijzingen. Hij is echter wel zeer gedreven, wat volgens Holmes een van z’n weinige goede aspecten is. Lestrades conventionele methodes botsen vaak met Holmes' methodes voor het oplossen van een misdaad. In de loop der jaren verandert zijn houding tegenover Holmes echter, en uiteindelijk komt hij Holmes zelfs geregeld opzoeken voor hulp.
Hoewel hij al 20 jaar ervaring heeft als detective, heeft hij zijn faam vooral te danken aan het feit dat Holmes hem vaak toestaat met de eer te strijken nadat Holmes een zaak heeft opgelost.
Lestrades persoonlijkheid vertoont een aantal tegenstrijdigheden. Hij is doorgaans kalm, maar verliest snel zijn geduld in het bijzijn van Holmes.

## In andere boeken
De schrijver M. J. Trow schreef een serie van 16 boeken waarin Lestrade centraal staat, beginnend met The Adventures of Inspector Lestrade in 1985. In deze verhalen wordt Lestrade neergezet als een redelijk competente detective. In de verhalen heeft hij de voornaam Sholto.
Het personage Lestrade is ook gebruikt door andere auteurs in hun boeken over Sherlock Holmes.

## In andere media
Lestrade komt ook veel voor in verfilmingen en andere bewerkingen van de Sherlock Holmes-verhalen. In deze bewerkingen worden zijn onbekwaamheid als detective en zijn gebrek aan geduld voor Holmes vaak extra sterk benadrukt.
- Een acteur die bekend is geworden als Lestrade is Dennis Hoey, die de rol vertolkte in een groot aantal van de 14 Holmes-films met Basil Rathbone als Holmes. In deze films staat Lestrade op iets betere voet met Holmes, en twijfelt Holmes nooit aan Lestrades eerlijkheid en vastberadenheid.
- Colin Jeavons speelde de rol van Lestrade in de televisieserie The Adventures of Sherlock Holmes.
- Archie Duncan vertolkte de rol in de televisieserie Sherlock Holmes uit 1954.
- Borislav Brondukov speelde het personage in een Russische televisieserie over Sherlock Holmes.
- Frank Finlay speelde het personage tweemaal, te weten in A Study in Terror en Murder by Decree.
- Jeffrey Jones speelde het personage in Without a Clue.
- Rupert Graves speelt een moderne Greg Lestrade, met de hedendaagse rang van "detective inspector" in Sherlock. Hoewel Lestrade soms nog steeds moeite heeft met Sherlocks karakter en werkwijze, is hun verhouding aanzienlijk complexer dan in de werken van Conan Doyle. Hij toont aanzienlijk meer respect en vertrouwen in Holmes dan sommige van zijn collega's en bezoekt Baker Street zelfs een keer met kerstmis. In de aflevering The Reichenbach Fall is Lestrade samen met Mrs. Hudson en John Watson een doelwit van Moriarty, waaruit blijkt dat hij als een persoonlijke vriend van Holmes te beschouwen is.

In de animatieserie Sherlock Holmes in the 22nd Century komt een nakomeling van Lestrade voor: inspecteur Beth Lestrade.